# Останній льодовиковий період
Останній льодовиковий період — останній гляціал, у рамках нинішньої льодовикової ери (2 588 000 років — сьогодення). Розпочався приблизно 110 000 років тому (кінець еємського інтергляціалу) і закінчився близько 11 600–11 700 років тому (кінець пізнього дріасу). За цей час Земля зазнала декілька гляціалів і інтергляціалів. Останній льодовиковий максимум відбувся 18 000 років тому. Хоча загальна структура глобального похолодання і зледеніння була аналогічною, місцеві відмінності гляціалу і інтергляціалу мають певні розбіжності від континенту до континенту.
Визначення четвертинне зледеніння, з початком 2,58 млн років тому, засноване на утворенні Арктичного пакового льоду. Антарктичний льодовиковий щит розпочав утворення раніше, приблизно 34 млн років тому, у середині кайнозою (Еоцен-олігоценове вимирання). Термін Пізня кайнозойська льодовикова ера використовується для включення цієї ранньої фази.
Під час цього останнього льодовикового періоду спостерігалися чергування епізодів просування та відступу льодовикових щитів. Протягом останнього льодовикового періоду останній льодовиковий максимум був приблизно 22 тис. років тому. Хоча загальна закономірність глобального похолодання та просування льодовиків була схожа, місцеві відмінності у розвитку просування та відступу льодовиків ускладнюють порівняння деталей від континенту до континенту. Приблизно 13 тис. років тому розпочався пізній льодовиковий максимум. Кінець пізнього дріасу приблизно 11,7 тис. років тому ознаменував початок голоценової геологічної епохи, що містить голоценову дегляціацію.
З погляду людської археології, останній льодовиковий період припадає на епоху палеоліту та раннього мезоліту. Коли розпочалося зледеніння, ареал Homo sapiens обмежувався нижчими широтами і використовував інструменти, що можна порівняти з інструментами, які використовували неандертальці в західній та центральній Євразії, а також Denisova hominin та Homo erectus в Азії. Під кінець зледеніння Homo sapiens мігрував в Євразію та Австралію. Археологічні та генетичні дані говорять про те, що популяції палеолітичних людей пережили останній льодовиковий період у рідколіссях та розійшлися по районах з високою первинною продуктивністю, уникаючи щільного лісового покриву.

## Загальні відомості
Останній льодовиковий період іноді називають «останньою Льодовиковою ерою», хоча використання цього терміну не є правильним, тому що льодовикова ера є тривалішим періодом похолодання, в який льодовикові щити покривають значну частину Землі, на кшталт, Антарктиди. Гляціали є холоднішими фазами всередині льодовикової ери, які відокремлені між собою інтергляціалами. Кінець останнього льодовикового періоду: а) не є кінцем останнього льодовикової ери; б) відбувся близько 12 500 років тому, у той час як кінець останньої льодовикової ери, можливо, ще не настав: замало доказів вказує на припинення льодовиково-міжльодовикових циклів останнього мільйона років.
Останній льодовиковий період є найвідомішою частиною нинішньої льодовикової ери, який інтенсивно вивчається в Північній Америці, на півночі Євразії, Гімалаях та інших льодовикових регіонах світу. Зледеніння, що відбулися протягом цього льодовикового періоду, охоплювали великі площі, головно в північній півкулі і в меншому ступені в Південній півкулі. Ці зледеніння мають різні назви згідно з історичною традицією цих регіонів: Фрейзерське (на Тихоокеанській Кордильєрі в Північній Америці), Вісконсинське (в центральній частині Північної Америки), Девенсіанське (на Британських островах), Мідлендське (в Ірландії), Вюрмське (в Альпах), Мериданське (у Венесуелі), Віслинське (у північній частині Центральної Європи та Північній Європі), Валдайське у Східній Європі і Зирянське у Сибіру, Янкіуе в Чилі, і Отіранське у Новій Зеландії. Геохронологічно пізній плейстоцен охоплює останній льодовиковий (віслинський) та безпосередньо передуючий передостанній міжльодовиковий (еємський) період.
Середня температура на Землі під час останнього льодовикового періоду складала приблизно 9 °C

## Опис

Типи рослинності за часів останнього льодовикового максимуму

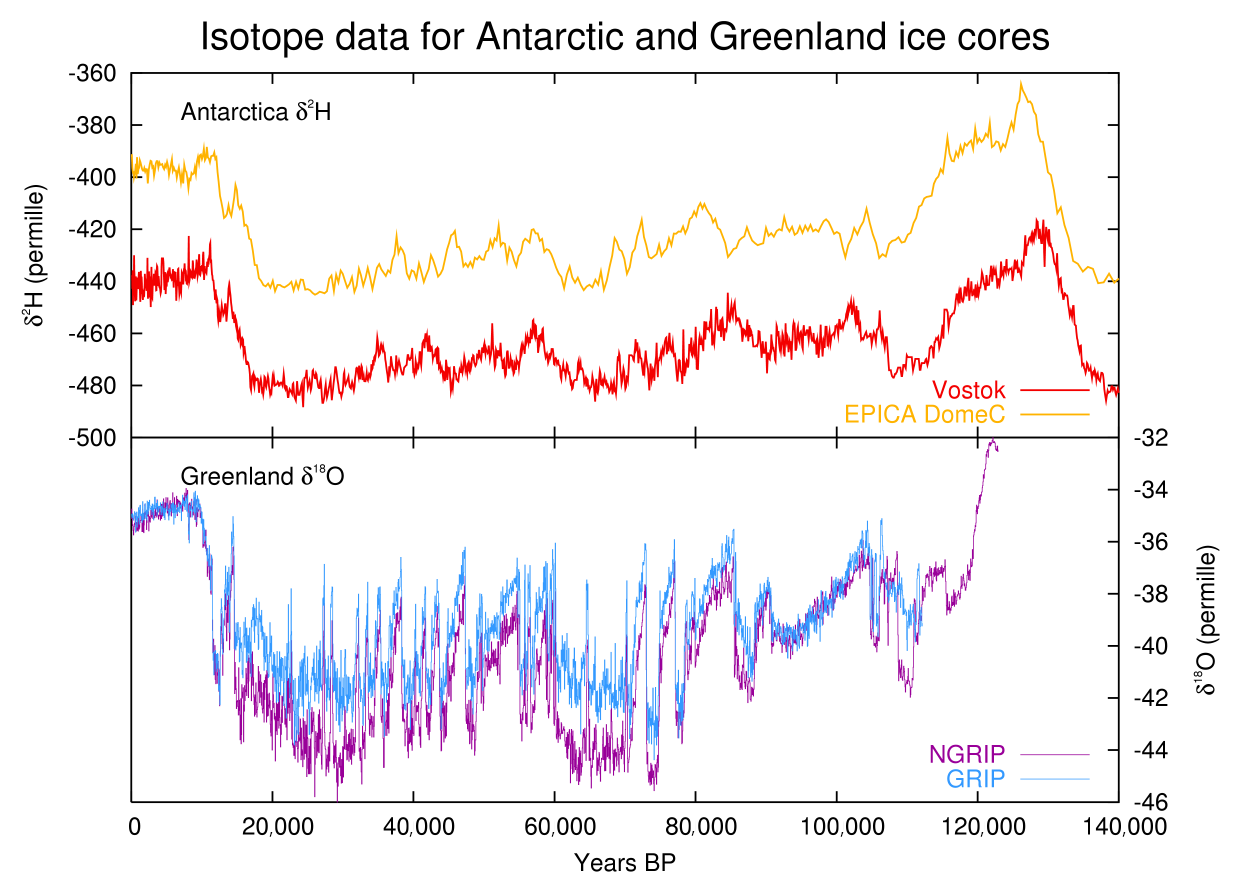
Ізотопні дані льодовикових кернів для Антартики і Гренландії

Останнє зледеніння мало центри величезного льодовикового покриву в Північній Америці та Євразії. Значні райони Альп, Гімалаїв та Анд були покрити льодом, Антарктида залишається під льодовиками і нині. Канада майже повністю була покрита льодом, а також північна частина США, були під величезним Лаврентійським льодовиковим щитом. Аляска залишалася без льодовикового покриву внаслідок посушливих кліматичних умов. Місцеві зледеніння існували в Скелястих горах — Кордильєрський льодовиковий щит, а також льодовикові поля і льодовикові шапки у Сьєрра-Неваді на півночі Каліфорнії. У Великій Британії, континентальній частині Європи і північно-західній Азії існував Скандинавський льодовиковий щит, досягаючи північної частини Британських островів, Німеччини, Польщі та Росії, на сході півострова Таймир у Західному Сибіру. Максимуму Західносибірське зледеніння досягло приблизно 18 000 до 17 000 років тому, це пізніше, ніж в Європі (22 000-18 000 років тому) північно-східний Сибір, не мав льодовикового покриву. Існували лише льодовикові поля на гірських хребтах північно-східного Сибіру, зокрема горах Камчатки.
Північний Льодовитий океан був між величезними льодовиковими щитами Євразії та Америки, ймовірно цілковито не промерзав, мав лише відносно тонкий лід. За даними льодовикових кернів він мав також безльодовикові періоди.
Крім головних льодовикових щитів, широке зледеніння відбувалося на Альпо-Гімалайських гірських пасмах. На відміну від ранніх етапів льодовикової ери Вюрмське зледеніння складалось з невеликих льодових шапок і було обмежено льодовиковими долинами. Східний Кавказ, гори Туреччини та Ірану мали місцеві льодові поля або невеликі льодовикові щити,. У Гімалаях і на Тибетському плато льодовики значно збільшили площу, зокрема між 47 000-27 000 тому і на відміну від інтергляціалу в інших країнах. Формування цілісного льодовикового щиту на Тибетському плато викликає суперечки.
Інші райони Північної півкулі не мали великі льодовикові щити, але мали місцеві льодовики у високогір'ях. Частина Тайваню, наприклад неодноразово була покрита льодовиками між 44 250 і 10 680 років тому, а також Японські Альпи. В обох регіонах льодовиковий максимум припав між 60 000 і 30 000 років тому. Ще менше зледеніння було в Африці, наприклад, у горах Високий Атлас, гори Марокко, на горі Атакор на півдні Алжиру і кілька гір в Ефіопії. У Південній півкулі, льодовиковий покрив мав площу декілька сотень квадратних кілометрів на Сході Африки в горах масиву Кіліманджаро, гора Кенія і Рувензорі.
Зледеніння в Південній півкулі було меншим через особливості континентів. Льодовиковий щит існував в Андах (Патагонський льодовиковий щит), де шість льодовиків було зареєстровано між 33 500 і 13 900 років тому в Чилійських Андах. Антарктида була повністю покрита льодовиками, так само, як і нині, а льодовиковий покрив не мав прогалин. У материковій частині Австралії лише на дуже невеликій території, в районі гори Костюшка, існували льодовики, але в Тасманії зледеніння було більш поширене. Нова Зеландія мала зледеніння в Новозеландських Альпах, де можна виділити принаймні три льодовика. Місцеві льодовикові шапки існували в Іріан-Джаї, Індонезія, де в трьох областях льодовикові залишки плейстоценових льодовиків збереглися до сьогодні.

## Назви місцевих зледенінь

### Пайндейле або Фрейзерське зледеніння в Скелястих горах
Пайндейле (центр Скелястих гір), або Фрейзерське (Кордильєрський льодовиковий щит) зледеніння були останніми великими зледеніннями у Скелястих горах США. Пайндейле зледеніння тривало приблизно з 30 000 до 10 000 років тому і мало льодовиковий максимум між 23 500 і 21 000 років тому. Це зледеніння дещо відрізняється від головного, Вісконсинського зледеніння, тому що мало лише непряме відношення до велетенських льодовикових щитів, складалось з гірських льодовиків і зливалося з Кордильєрським льодовим щитом. Кордильєрський льодовиковий щит утворював, Льодовикове озеро Міссула, яке проривало льодовикову греблю і викликало масові Міссульські повені. Геологи вважають, що цикл повеней та реформування озера тривало в середньому 55 років. Відбулося приблизно 40 повеней протягом 2000 років, у період між 15000 і 13000 років тому. Повінь через прорив льодовикових озер, наразі не є рідкістю в Ісландії і в інших місцях.

### Вісконсинське зледеніння в Північній Америці
Вісконсинська льодовикова стадія була останнім великим наступом континентальних льодовиків північноамериканського Лаврентійського льодовикового щита. Це зледеніння створювалось з трьох льодовикових максимумів (зазвичай називається льодовиковою ерою), розділених інтергляціалами. Ці льодовикові ери називаються, від давніх до новітніх, Тагоє, Теная і Тіога (Tahoe, Tenaya і Tioga). Тагоє досяг свого максимуму близько 70 000 років тому, можливо, як побічний продукт від виверження супервулкану Тоба. Мало що відомо про стадію Теная. Тіога найбільш вивчена з Вісконсинського зледеніння. Вона розпочалася близько 30 000 років тому, досягла свого максимуму 21 000 років тому, і закінчилося близько 10 000 років тому. За льодовиковий максимум, цього періоду Берингією відбулася міграція ссавців, а також людей в Північну Америку з Сибіру.
Це докорінно змінило географію Північної Америки на північ від річки Огайо. За льодовикового максимуму за часів Вісконсинського зледеніння, льодовик охоплював більшу частину Канади, Середній Захід і Нову Англію, а також частини штатів Монтана і Вашингтон. Південно-західний Саскачеван та південь Альберти знаходились в зоні розлому між Лаврентійським і Кордильєрськими льодовиковими щитами сформували Кипариську височину, — найпівнічніша точка Північної Америки вільна від криги.
Великі Озера, є результатом дії льодовика і були заповненні талою водою. Коли величезні маси льоду континентального льодовикового щиту відступили, Великі озера почали поступово відходити на південь через ізостатичний підйом північного берега. Ніагарський водоспад також продукт зледеніння. Також як річка Огайо, замінила річку Тієс.
Під час танення льодовика утворенні пасма морени, що є основою Лонг-Айленду, Нантакет і Кейп-Код.

### Зледеніння Гренландії
У північно-західній Гренландії, льодовик досяг дуже рано максимуму в останній льодовиковий період близько 114 000 тому. Після цього раннього максимуму, крижаний покрив був схожий на сьогоденний до кінця останнього льодовикового періоду. За даними крижаних кернів, клімат Гренландії був сухим під час останнього льодовикового періоду, опадів, напевно, було лише 20 % від сьогодення

### Девенсіанське та Мідлендське зледеніння, в Британії й Ірландії
Назва Девенсіанське зледеніння використовувається британськими геологами та археологами, посилаючись на мовну традицію позначення останнього Льодовикового періоду. Ірландські геологи, географи і археологи позначають Мідлендське зледеніння через найбільш видимі залишки останнього зледеніння в Ірландському Мідлендсі.
Наслідки цього зледеніння можна побачити в багатьох геологічних формах Англії, Уельсу, Шотландії і Північної Ірландії. Його відкладення лежать на відкладеннях Еємської стадії і перекриваються відкладеннями Фландрійського інтергляціалу голоцену.

### Віслинське зледеніння, в Скандинавії і Північній Європі
Під час останнього льодовикового максимуму в Скандинавії, тільки західна частина Ютландії була вільна від льоду, і велика частина того, що сьогодні є Північним морем була суходолом (Доггерланд), який з'єднував Ютландію з Британією.
Балтійське море, зі своєю унікальною солонуватою водою, є результатом талої води від Віслинського зледеніння в поєднанні з солоною водою з Північного моря, після відкриття проток між Швецією і Данією. Спочатку, коли лід почав танення близько 10 300 тому, морська вода заповнила область ізостатичної депресії, утворивши Іолдійове море. Після постльодовикового ізостатичного відскоку близько 9500 тому, глибоководний Балтійський басейн став прісноводним озером — Анцилове море. Рівень світового океану продовжував збільшуватись через деякий час солона вода Світового океану стала потрапляти в Анцилове море, це трапилось 8000 років тому, через деякий час вода басейну стала солонуватою. З цього часу воно йменується — Літоринове море. Ця солонувата стадія Балтійського моря триває і до сьогодення.
Льодовик тиснув на поверхню землі. У результаті танення льоду, розпочався післяльодовиковий підскок, абсолютний рівень земної поверхні зростав щороку в Скандинавії, головним чином в північній Швеції та Фінляндії, де земля піднімається зі швидкістю до 8-9 мм на рік, або 1 метр в 100 років. Це дуже важливо для археологів, бо стоянки, які були на узбережжі під час північної кам'яної доби зараз є на суходолі і можуть бути у відносній віддаленості від сьогоденного берега.

### Вюрмське зледеніння, в Альпах
Термін Вюрм походить від річки в Альпах, що приблизно обмежує максимальне просування льодовика останнього льодовикового періоду. В Альпах були проведені перші систематичні наукові дослідження льодовикового періоду Луї Агассисом на початку 19 століття. Під час льодовикового максимуму Вюрмського зледеніння, більшість країн Західної та Центральної Європи і Євразії була вкрита степ-тундрою, а в Альпах переважали тверді льодовикові поля і гірські льодовики.
За часів Вюрмського зледеніння, Ронський льодовик охоплював все західне Швейцарське плато, досягаючи сьогоденних Золотурн і Аарау. У регіоні Берну він об'єднувався з Аарським льодовиком. Рейнський льодовик наразі є предметом самого докладного дослідження. Льодовики Рейсс і Ліммат досягали Юри. Гірські і передгірні льодовики створюючи ландшафт знищили всі сліди колишніх льодовиків Гюнц і Міндельський, відклавши поклади морени, лесу та гравію.

### Мериданське зледеніння, у Венесуельських Андах
Назва Мериданське зледеніння позначає альпійське зледеніння центру Венесуельських Анд; в пізньому плейстоцені. Два основних рівня морени були знайдені: між 2600 і 2700 м, і між 3000 і 3500 м над рівнем моря. Снігова лінія протягом останнього льодовикового періоду була нижче приблизно на 1200 м за нинішню лінії снігу (3700 м). Площа зледеніння району в Кордильєра-де-Мерида була приблизно 600 км², що охоплює такі високі райони з південного заходу на північний схід: Парамо-де-Тама, Парамо Батальон, Лос-Парамо Конджесос, Парамо Пьедрас Бланкас, і Тета-де Неквітато. Близько 200 км², із загального зледеніння території знаходився в Сьєрра-Невада-де-Мерида, з них найбільший терен 50 км², знаходився в районі Піка Болівара, Піка Гумбольдта (4942 м) і Піка Бонланда (4893 м). Радіовуглецевого датування показує, що морени старше 10000 років, і, ймовірно, старше, ніж 13000 років — нижнього моренового рівня, ймовірно, відповідає Вісконсинському зледенінню. Верхній рівень морени, ймовірно, являє собою останній льодовик (Пізнє Вісконсинське зледеніння).

### Зледеніння Янкіуе, Південні Анди
Зледеніння Янкіуе, бере свою назву від озера Янкіуе на півдні Чилі. Протягом останнього льодовикового максимуму Патагонський льодовиковий щит, зазнав розвиток в Андах приблизно від 35° до Вогненної Землі на 55°.

### Зледеніння Антарктиди
Протягом останнього льодовикового періоду, Антарктида була покрита континентальним льодовиком, як зараз. Крига займала всі райони суші і мала продовження в океан на шельфі. Згідно з льодовиковою моделлю, лід у Центрально-Східній Антарктиді, як правило, був тонше, ніж тепер.